# Ruthie Foster
Ruthie Foster (* 10. února 1964) je americká zpěvačka. Již od dětství zpívala ve sboru a své první album nazvané Full Circle vydala v roce 1997. Její album Let It Burn z roku 2012 bylo neúspěšně nominováno na cenu Grammy v kategorii nejlepších bluesových alb. Album z roku 2014, které nese název Promise of a Brand New Day, produkovala baskytaritka a zpěvačka Meshell Ndegeocello.

## Diskografie
- Full Circle (1997)
- Crossover (1999)
- Runaway Soul (2002)
- Stages (2004)
- The Phenomenal Ruthie Foster (2007)
- The Truth According to Ruthie Foster (2009)
- Live at Antones (2011)
- Let It Burn (2012)
- Promise of a Brand New Day (2014)